# 任慧英
任慧英（1945年12月—），男，汉族，辽宁营口人，中华人民共和国政治人物。曾任辽宁出版集团有限公司总裁、董事长。新中国60年百名优秀出版人物。